# Emili Gómez i Nadal
Emili Gómez i Nadal (València, 1907 - Valença d’Agen (França), 1994) va ser un escriptor i periodista valencià.
Segons Pérez Moragón, Emili Gómez Nadal va ser «un home discret i savi, una personalitat humana i intel·lectual de les més interessants i alhora de les més desconegudes que va produir el País Valencià en el segle xx. Cal considerar-lo així, no sols pels seus valors específics, sinó perquè, a través de la seua trajectòria, va encarnar alguns dels grans problemes de la seua època i del seu país [...]».

## Biografia
Era germà per part de pare de Nicolau Primitiu Gómez Serrano. Professor d'Història Antiga a la Universitat de València, fou col·laborador de Lluís Pericot. Tingué un important paper en la dinamització cultural dels anys 1930, dins d'Acció Cultural Valenciana i dins de la Secció Historicoarqueològica de l'Institut d'Estudis Valencians. Participà en la creació de l'Agrupació Valencianista Republicana i va escriure nombrosos articles al setmanari El Camí (1932-1934). L'any 1932 va ser un dels signataris de les Normes de Castelló.
Es va adscriure al comunisme durant la seua estada a París i l'any 1936 es va integrar al Partit Comunista d'Espanya. A l'inici de la guerra es va casar amb Teresa Andrés Zamora, una jove bibliotecària que acabaria dirigint la Secció de Biblioteques de Cultura Popular. En concloure la Guerra Civil va exiliar-se a París, on va treballar juntament amb Teresa Andrés, per al Servicio de Emigración de Refugiados Españoles. Arran de la invasió de França per l'exèrcit hitlerià, Gómez Nadal es va encarregar de la reorganització del PCE en la zona ocupada i de l'allistament d'exiliats espanyols en les files de la resistència. Va ser responsable de propaganda del PCE i l'any 1942 de l'organització de la Unión Nacional Española, un organisme de coordinació de les forces polítiques en l'exili.
Una vegada acabada la Segona Guerra Mundial va ser membre del comitè de redacció del Boletín de la Unión de Intelectuales Españoles en Francia (1944-1948) i del d'Independencia (1946-1947). També va ser col·laborador de Cultura y Democracia (1950).
Es va quedar vidu l'any 1946 i es tornà a casar amb Alice Sportisse, membre del Partit Comunista Francès i diputada a l'Assemblea Nacional francesa. Fins a la seua jubilació va treballar com a intèrpret, traductor i documentalista del sindicat Confédération Générale du Travail (CGT).
En jubilar-se es va instal·lar a València d'Agen, i tot i la relativa llunyania fou un referent molt important en el valencianisme marxista posterior.
L'any 1972 va publicar El País Valencià i els altres, un dels primers llibres sobre el nacionalisme valencià que esmenarà la tesi pancatalanista de Nosaltres els valencians de Joan Fuster, on es qualificava de folklore snob les actituds d'aquells que s'anomenaven catalans fora de Catalunya, i mostrant també el seu escepticisme envers la difusió del terme Països Catalans.